# 대명력
대명력(중국어 간체자: 大明历, 정체자: 大明暦)은 중국 달력의 하나로, 남북조 시대 유송, 제 (남조)의 조충지에 의해서 462년 편찬된 태음태양력의 역법이다. 462년 유송 대명 6년에 완성되었으며, 그의 사후에 양나라가 관력으로 채용하였으며, 양나라 510년 천감9년에서 진 (남조)의 말년, 589년 정명 3년까지 80년간 사용되었다.

## 윤달의 개정
조충지 이전의 19년 7윤달월의 장법에서는 200년에 하루의 지연이 발생한다고 하여, 이것을 고쳐 391년에 144의 윤달을 두는 파장법을 채용했다. 이것에 의해 1 태양년을 {\displaystyle 365{\frac {9589}{39491}}}일（≒365.24281일), 1 삭망월을 {\displaystyle 29{\frac {2090}{3939}}}일（≒29.530591일)로 했다. 이것은 1199년 남송의 경원5년에 시행된 통천력 이전에는 가장 정확한 수치였다.

## 세차의 도입
세차는 330년 함화5년 이미 여희가 발견했지만, 대명력에 의해서 세차가 달력의 계산에 도입되었다. 그 세차는 45년 11개월에 1도, 동지점이 움직인다고 생각했지만, 실제는 약 70.7년에 1도가 차이나서 실제 수치와의 격차는 상당하였다.

## 교점월 계산
교점월의 날짜를 처음 달력에 도입했다. 1 교점월을 27.21223일로 하여, 조충지는 이것에 근거해 436년 원가(元嘉) 13년부터 459년 대명(大明) 3년까지 4번 나타난 월식의 시각을 추산하여, 실제의 관측 데이터와 합치하는 것을 확인했다.